# Pic de la Figuerassa
El Pic de la Figuerassa és una muntanya de 404 metres que es troba al municipi del Perelló, a la comarca catalana del Baix Ebre.